# 袴田茂樹
袴田 茂樹（はかまだ しげき、1944年3月17日 - ）は、日本の国際政治学者、社会学者、新潟県立大学名誉教授。青山学院大学名誉教授。専門はロシア社会論。公益財団法人日本国際フォーラム評議員。

## 略歴
広島県福山市生まれ。広島県立福山誠之館高等学校を経て、1967年東京大学文学部哲学科卒業。同期に土屋賢二、菅野盾樹など。1972年モスクワ国立大学大学院哲学部修了、1977年東京大学大学院社会学研究科国際関係論専攻単位取得退学。芦屋大学助教授、青山学院大学助教授を経て、1988年に教授、2012年に同大学を定年退職。同年新潟県立大学教授就任、2020年新潟県立大学名誉教授。
1987年『深層の社会主義』でサントリー学芸賞。2003年ロシア・東欧学会代表理事。2008年日本ロシア・東欧研究連絡協議会代表幹事。
父は1940年にソ連に政治亡命した袴田陸奥男。伯父は日本共産党幹部の袴田里見。異母妹のイリーナ・ハカマダは、元ロシア連邦議会下院議員。
元外交官の佐藤優によれば、袴田はロシア問題におけるオピニオンリーダーであり、日本の外務省のブレーンとして対露政策決定に一定の影響力を持つという。
2022年5月、ロシアのウクライナ侵攻に伴うロシア政府による日本への報復措置（ロシア連邦への日本政府の政策に対する報復措置に関してのロシア外務省声明）によって、ロシア連邦への入国を恒久的に禁止された。

## 所属団体
- 公益財団法人日本国際フォーラムでは参与[5]、政策委員[6]も務める。

## 著書

### 単著
- 『ソ連――誤解をとく25の視角』（中公新書, 1987年）
- 『深層の社会主義――ソ連・東欧・中国こころの探訪』（筑摩書房, 1987年）
- 『ソビエト・70年目の反乱――現地から検証する出口なきゴルバチョフ・ソ連』（集英社, 1990年）
- 『ロシアのジレンマ――深層の社会力学』（筑摩書房, 1993年）
- 『文化のリアリティ――日本・ロシア知識人 深層の精神世界』（筑摩書房, 1995年）
- 『沈みゆく大国――ロシアと日本の世紀末から』（新潮社, 1996年）
- 『プーチンのロシア――法独裁への道』（NTT出版, 2000年）
- 『現代ロシアを読み解く――社会主義から「中世社会」へ』（ちくま新書, 2002年）
- 『世のおきてに叛いて 母・八重子その沈黙の数奇な運命』（桜美林大学北東アジア総合研究所 北東アジア新書, 2014年）

### 共著
- （ボリス・エリツィン）『ソ連・東欧を読む』（プラネット・ブックス, 1990年）
- （長谷川慶太郎）『ロシアは再生できるか』（東洋経済新報社, 1998年）
- （木村汎・山内聡彦）『現代ロシアを見る眼 「プーチンの十年」の衝撃』（NHK出版NHKブックス, 2010年）

### 編著
- 『もっと知りたいソ連』（弘文堂, 1988年）

### 共編著
- （木村汎）『アジアに接近するロシア：その実態と意味』（北海道大学出版会, 2007年）
- （猪口孝・鈴木隆・浅羽祐樹）『環日本海国際政治経済論』（ミネルヴァ書房, 2013年）